# Ормонд Стоун
Ормонд Стоун (англ. Ormond Stone, 11 січня 1847 — 17 січня 1933) — американський астроном, математик і працівник освіти.
Стоун працював директором обсерваторії Цинциннаті, потім першим директором обсерваторії Мак-Корміка у Вірджинському університеті, де виховав значну кількість науковців. Він був також редактором Annals of Mathematics, а наприкінці життя зробив значний грошовий внесок у заснування публічної бібліотечної системи Ферфакса.